# Rona M. Fields
Rona Marcia Fields (nascida Katz; 27 de outubro de 1932 - 2 de abril de 2016) foi uma psicóloga americana, feminista e autora, especializada em estudos pós-coloniais e psicologia infantil.

## Biografia
Rona Katz nasceu em uma família judia americana em 1932 e frequentou a Spalding High School for Crippled Children em Chicago. Ela fez sua graduação no Lake Forest College; mestrado na Loyola University Chicago; e Ph.D. na Universidade do Sul da Califórnia. Na década de 1970, ela estudou os efeitos de The Troubles em civis, acusando o estado britânico de genocídio psicológico contra o povo irlandês.
Em 1972, Fields foi contratada pela Clark University, Massachusetts, como professora associada em tempo integral. Depois de ter negada sua posse, ou mandato, (tenure em inglês) em 1976, Fields apresentou acusações à Comissão de Oportunidades Iguais de Emprego e à Comissão Contra a Discriminação de Massachusetts, alegando assédio sexual, e que um professor associado, que acabara de receber a posse, havia feito avanços sexuais em relação a ela, e que, ao ser rejeitado, alertou que a recusa dela "não era uma maneira de conseguir estabilidade". O caso resultante, Fields v. Clark University, resultou em sua reintegração por um período probatório de dois anos e, em seguida, reconsiderada para o cargo, tendo recebido os pagamentos atrasados, honorários advocatícios e custas.
Mais tarde, Fields lecionou no San Fernando Valley State College, na Howard University, na George Mason University e na George Washington University.

## Vida pessoal
Rona Katz se casou com Armond Fields em 1963. Mais tarde, ela se casou com Charles Fox, um professor de psicologia e sociologia. Ela teve três filhos.